# Jermakowa Gar
Jermakowa Gar (ros. Ермакова Гарь) – wieś w Rosji, w rejonie kiczmiengsko-gorodieckim obwodu wołogodzkiego. W 2010 r. liczyła 21 mieszkańców.